# Лісунова Катерина Андріївна
Катерина Андріївна Лісунова (урожд. Пантюліна) (нар. 6 жовтня 1989 року Львів, УРСР) — російська ватерполістка, рухливий нападник ханти-мансійської «Югри» і збірної Росії.

## Кар'єра
В Челябінськ її привезла її тітка — заслужений тренер Росії. Після ігор у юніорській команді Челябінська в 2005 році Катерина перейшла в команду «Уралочка-ЗМЗ», а у 2006 році поповнила склад команди «КИНЕФ-Сургутнефтегаз», 6 разів ставала чемпіонкою країни. Бронзовий призер чемпіонатів Росії (2013, 2015).

## Нагороди
- Медаль ордена «За заслуги перед Вітчизною» II ступеня (25 серпня 2016 року) — за високі спортивні досягнення на Іграх XXXІ Олімпіади 2016 року в місті Ріо-де-Жанейро (Бразилія), проявлену волю до перемоги[2].
- Почесна грамота Президента Російської Федерації (2013) — за високі спортивні досягнення 2013 року в місті Казані.